# لوفتهانزا الإقليمية
لوفتهانزا الإقليمية هي تحالف خطوط طيران إقليمية تابعة لشركة لوفتهانزا. و ينقل هذا التحالف 10.5 مليون شخص سنوياً بواقع 5,700 رحلة أسبوعياً و توفر 379,660 مقعد سفر أسبوعياً. و تبعث لوفتهانزا الإقليمية طائراتها ل80 وجهة مشكلة أكثر من 150 خط طيران خلال أوروبا.

## الشركاء
يضم التحالف الذي يحمل علامة لوفتهانزا الإقليمية خمس شركات طيران و هي:
- طيران دلوميتي Air Dolomiti
- طيران أوجسبرج Augsburg Airways
- طيران كونتاكت Contact Air
- يورو وينغز Eurowings
- لوفتهانزا سيتي لاين Lufthansa CityLine

## الأسطول

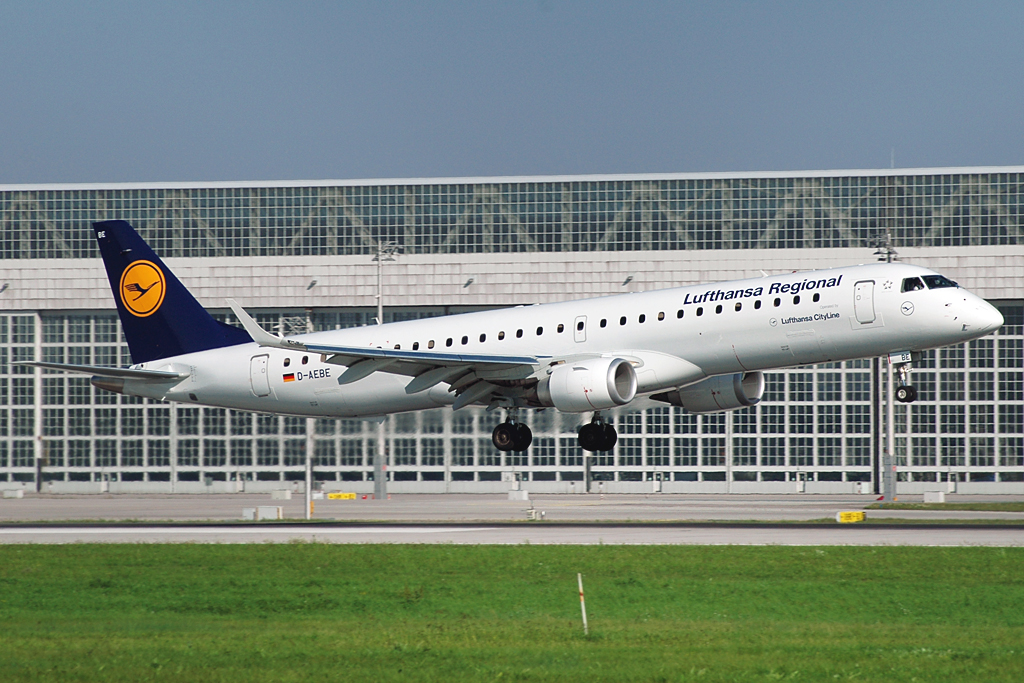
Embraer 195

- يضم أسطول لوفتهانزا سيتي لاين على الطائرات التالية (أغسطس 2007):
  - 18 بي إيه إي 146
  - 22 بومبارديير CRJ-200LR
  - 20 بومبارديير CRJ-700ER
  - 12 بومبارديير CRJ-900 (15 تحت الطلب)
  - 0 إمبراير 190 (24 تحت الطلب)

متوسط عمر الطائرات في يوليو 2006 هو 8.3 سنوات.
- يضم أسطول يورو وينغز على الطائرات التالية (أغسطس 2008):[2]
  - 5 بي إيه إي 146-200
  - 10 بي إيه إي 146-300
  - 17 بومبارديير CRJ-100/200LR
  - 2 بومبارديير CRJ-700

متوسط عمر الطائرات في أغسطس 2008 هو 11.7 سنوات.
- يضم أسطول كونتاكت على الطائرات التالية (أغسطس 2008):[3]
  - 5 إيه تي آر 42
  - 6 إيه تي آر 72
  - 2 فوكار 100

متوسط عمر الطائرات في أغسطس 2008 هو 9.6 سنوات.
- يضم أسطول طيران أوجسبرج على الطائرات التالية (أغسطس 2008):[4]
  - 3 بومبارديير داش 8 Q300
  - 9 بومبارديير داش 8 Q400

متوسط عمر الطائرات في أغسطس 2008 هو 8.1 سنوات.
- يضم أسطول طيران دلوميتي على الطائرات التالية (مايو 2009)[5]
  - 6 إيه تي آر 42
  - 8 إيه تي آر 72
  - 2 بي إيه إي 146-300
  - 5 إمبراير-195

متوسط عمر الطائرات في مارس 78 هو 9.3 سنوات.

## وصلات خارجية
- Lufthansa Regional نسخة محفوظة 8 أكتوبر 2009 على موقع واي باك مشين.